# Pioneer Red Wings 2013-2014
Questa voce raccoglie le informazioni riguardanti le Pioneer Red Wings nella stagione 2013-2014.

## Stagione
La stagione 2013-2014 è la quattordicesima in V.Premier League per le Pioneer Red Wings. La rosa della squadra resta pressoché invariata, con la sola partenza dell'olandese Chaïne Staelens, ritiratasi; mentre in arrivo si registra il solo ingaggio della serba Aleksandra Crnčević, al quale seguono altri tre arrivi a stagione in corso.
La regular season si apre con tre sconfitte consecutive. La prima vittoria delle Pioneer Red Wings arriva alla quarta giornata con le Toyota Queenseis ed è seguita da un altro successo contro le NEC Red Rockets. In seguito il club colleziona solo sconfitte, chiudendo il primo turno con vittorie e cinque sconfitte. Le tendenza negativa continua anche al secondo e terzo turno, caratterizzati da sole sconfitte. Solo al quarto turno la squadra centra la sua terza vittoria stagionale, contro l'Hitachi Rivale. Con tre sole vittorie e venticinque sconfitte le Pioneer Red Wings sono costrette a disputare il Challenge match, dove però rimediano due sonore sconfitte per 3-0 contro le Ageo Medics, finendo per retrocedere per la prima volta dalla massima serie alla V.Challenge League.
Nelle altre competizioni nazionali il cammino si interrompe sempre ai quarti di finali: alla Coppa dell'Imperatrice la squadra viene estromessa solo dopo il tie-break dalle Toray Arrows, mentre al Torneo Kurowashiki cede in quattro set alle Denso Airybees.

## Organigramma societario
Area direttiva
- Presidente: Mitsuo Shimazu
- Segretario generale: Atsushi Takeda
- Manager e pubbliche relazioni: Hiroki Nishio

Area tecnica
- Allenatore: Tsutomu Tozawa
- Assistente allenatore: Yuji Funakoshi, Yusuke Nakamaura, Hiroyuki Watanabe
- Nutrizionista: Kiyomi Yamaguchi
- Preparatore atletico:

## Rosa
| N° | Nome                | Ruolo | Data di nascita   | Nazionalità sportiva |
| -- | ------------------- | ----- | ----------------- | -------------------- |
| 1  | Aleksandra Crnčević | S     | 30 maggio 1987    | Serbia               |
| 2  | Akiko Kono          | C     | 5 settembre 1989  | Giappone             |
| 3  | Chisato Yokota      | P     | 4 settembre 1990  | Giappone             |
| 5  | Akika Hattori       | S     | 22 settembre 1983 | Giappone             |
| 6  | Yōko Hayashi        | L     | 23 dicembre 1983  | Giappone             |
| 8  | Kanako Konno        | S     | 16 aprile 1984    | Giappone             |
| 9  | Satoe Mitsuhashi    | S     | 27 settembre 1989 | Giappone             |
| 10 | Yūko Asazu          | S     | 27 agosto 1985    | Giappone             |
| 11 | Yukiko Arai         | L     | 8 settembre 1991  | Giappone             |
| 12 | Rika Hattori        | C     | 19 maggio 1990    | Giappone             |
| 13 | Syoko Tamura        | S/C   | 14 aprile 1990    | Giappone             |
| 14 | Ryoko Atago         | S     | 10 aprile 1995    | Giappone             |
| 15 | Fumika Moriya       | C     | 7 aprile 1992     | Giappone             |
| 16 | Yumiko Mochimaru    | S     | 16 settembre 1992 | Giappone             |
| 17 | Akari Watanabe      | P     | 18 settembre 1992 | Giappone             |
| 18 | Tsubura Satō        | L     | 19 febbraio 1994  | Giappone             |
| 19 | Mami Ashino         | S     | 22 luglio 1993    | Giappone             |
| 20 | Mami Yoshida        | L     | 5 giugno 1986     | Giappone             |
| 21 | Natsuno Kurami      | C     | 10 maggio 1993    | Giappone             |
| 22 | Yuki Araki          | S     | 22 maggio 1991    | Giappone             |
| 24 | Koyomi Tominaga     | P     | 1º maggio 1989    | Giappone             |

## Mercato
| Acquisti | Acquisti            | Acquisti              | Acquisti   |
| R.       | Nome                | da                    | Modalità   |
| -------- | ------------------- | --------------------- | ---------- |
| S        | Aleksandra Crnčević | Hainaut               | definitivo |
| L        | Yukiko Arai         | ?                     | definitivo |
| S        | Ryoko Atago         | Liceo Takaoka         | definitivo |
| S        | Yuki Araki          | Utsunomiya University | definitivo |

| Cessioni | Cessioni        | Cessioni | Cessioni |
| R.       | Nome            | a        | Modalità |
| -------- | --------------- | -------- | -------- |
| S        | Chaïne Staelens | -        | ritirata |

## Risultati

### V.Premier League

#### Regular season

##### 1º turno
| 1ª giornata - 30 novembre 2013 ?, ? | Pioneer Red Wings | 1 - 3 | Hitachi Rivale    | 26-28, 22-25, 15-25               |
| 2ª giornata - 1º dicembre 2013 ?, ? | Okayama Seagulls  | 3 - 0 | Pioneer Red Wings | 25-18, 25-19, 25-20               |
| 3ª giornata - 7 dicembre 2013 ?, ?  | JT Marvelous      | 3 - 2 | Pioneer Red Wings | 23-25, 25-21, 25-18, 21-25, 15-11 |
| 4ª giornata - 8 dicembre 2013 ?, ?  | Toyota Queenseis  | 1 - 3 | Pioneer Red Wings | 22-25, 23-25, 25-19, 27-29        |
| 5ª giornata - 21 novembre 2013 ?, ? | Pioneer Red Wings | 3 - 0 | NEC Red Rockets   | 25-18, 25-22, 25-23               |
| 6ª giornata - 22 dicembre 2013 ?, ? | Pioneer Red Wings | 2 - 3 | Toray Arrows      | 25-22, 25-23, 17-25, 16-25, 11-15 |
| 7ª giornata - 11 gennaio 2014 ?, ?  | Hisamitsu Springs | 3 - 0 | Pioneer Red Wings | 25-20, 25-21, 25-14               |

##### 2º turno
| 8ª giornata - 12 gennaio 2014 ?, ?   | JT Marvelous      | 3 - 1 | Pioneer Red Wings | 20-25, 28-26, 25-13, 25-19 |
| 9ª giornata - 18 gennaio 2014 ?, ?   | Pioneer Red Wings | 1 - 3 | Hitachi Rivale    | 18-25, 25-20, 13-25, 26-28 |
| 10ª giornata - 19 gennaio 2014 ?, ?  | Toray Arrows      | 3 - 0 | Pioneer Red Wings | 25-20, 25-23, 25-18        |
| 11ª giornata - 25 gennaio 2014 ?, ?  | Okayama Seagulls  | 3 - 0 | Pioneer Red Wings | 25-20, 29-27, 26-24        |
| 12ª giornata - 26 gennaio 2014 ?, ?  | NEC Red Rockets   | 3 - 0 | Pioneer Red Wings | 25-19, 25-20, 25-17        |
| 13ª giornata - 1º febbraio 2014 ?, ? | Toyota Queenseis  | 3 - 0 | Pioneer Red Wings | 25-23, 25-14, 25-22        |
| 14ª giornata - 2 febbraio 2014 ?, ?  | Hisamitsu Springs | 3 - 0 | Pioneer Red Wings | 25-17, 25-20, 25-14        |

##### 3º turno
| 15ª giornata - 8 febbraio 2014 ?, ?  | Pioneer Red Wings | 0 - 3 | Hitachi Rivale    | 20-25, 22-25, 29-31               |
| 16ª giornata - 9 febbraio 2014 ?, ?  | Pioneer Red Wings | 0 - 3 | NEC Red Rockets   | 26-28, 17-25, 19-25               |
| 17ª giornata - 15 febbraio 2014 ?, ? | Toray Arrows      | 3 - 2 | Pioneer Red Wings | 24-26, 27-25, 25-19, 18-25, 15-9  |
| 18ª giornata - 16 febbraio 2014 ?, ? | Toyota Queenseis  | 3 - 0 | Pioneer Red Wings | 25-21, 25-23, 28-26               |
| 19ª giornata - 22 febbraio 2014 ?, ? | Pioneer Red Wings | 0 - 3 | Hisamitsu Springs | 25-27, 13-25, 13-25               |
| 20ª giornata - 23 febbraio 2014 ?, ? | Pioneer Red Wings | 2 - 3 | JT Marvelous      | 25-17, 23-25, 23-25, 28-26, 13-15 |
| 21ª giornata - 1º marzo 2014 ?, ?    | Okayama Seagulls  | 3 - 2 | Pioneer Red Wings | 25-13, 25-17, 20-25, 14-25, 15-6  |

##### 4º turno
| 22ª giornata - 2 marzo 2014 ?, ?  | NEC Red Rockets   | 3 - 0 | Pioneer Red Wings | 25-16, 25-22, 25-19               |
| 23ª giornata - 8 marzo 2014 ?, ?  | Pioneer Red Wings | 3 - 2 | Hitachi Rivale    | 25-18, 25-23, 20-25, 20-25, 15-13 |
| 24ª giornata - 9 marzo 2014 ?, ?  | Toray Arrows      | 3 - 1 | Pioneer Red Wings | 26-28, 30-28, 25-20, 25-20        |
| 25ª giornata - 15 marzo 2014 ?, ? | Hisamitsu Springs | 3 - 1 | Pioneer Red Wings | 25-16, 25-15, 13-25, 25-19        |
| 26ª giornata - 16 marzo 2014 ?, ? | Okayama Seagulls  | 3 - 2 | Pioneer Red Wings | 22-25, 26-28, 28-26, 25-19, 18-16 |
| 27ª giornata - 21 marzo 2014 ?, ? | JT Marvelous      | 3 - 0 | Pioneer Red Wings | 25-16, 25-23, 25-22               |
| 28ª giornata - 22 marzo 2014 ?, ? | Toyota Queenseis  | 3 - 2 | Pioneer Red Wings | 25-20, 25-27, 25-16, 19-25, 15-9  |

##### Challenge match
| Gara 1 - 5 aprile 2014 Memorial Gymnasium, Saitama | Pioneer Red Wings | 0 - 3 | Ageo Medics | 23-25, 23-25, 20-25 |
| Gara 2 - 6 aprile 2014 Memorial Gymnasium, Saitama | Pioneer Red Wings | 0 - 3 | Ageo Medics | 18-25, 13-25, 17-25 |

### Coppa dell'Imperatrice

#### Fase ad eliminazione diretta
| Secondo turno - 12 dicembre 2013 Tokyo Metropolitan Gymnasium, Tokyo    | Pioneer Red Wings | 3 - 1 | Hiroshima Oilers | 25-20, 25-18, 21-25, 25-14        |
| Quarti di finale - 13 dicembre 2013 Tokyo Metropolitan Gymnasium, Tokyo | Pioneer Red Wings | 2 - 3 | Toray Arrows     | 25-17, 25-22, 23-25, 20-25, 14-16 |

### Torneo Kurowashiki

#### Fase ad gironi
| Gara ? - ? maggio 2014 ?, ? | Pioneer Red Wings | 3 - 1 | Okayama Seagulls      |  |
| Gara ? - ? maggio 2014 ?, ? | Pioneer Red Wings | 3 - 0 | Kurobe AquaFairies    |  |
| Gara ? - ? maggio 2014 ?, ? | Pioneer Red Wings | 3 - 0 | Aoyama Gakuin Daigaku |  |

#### Fase ad eliminazione diretta
| Quarti di finale - 4 maggio 2014 Osaka Prefectural Gymnasium, Osaka | Denso Airybees | 3 - 1 | Pioneer Red Wings | 25-16, 26-28, 25-23, 25-19 |

## Statistiche

### Statistiche di squadra
| Competizione           | Punti | In casa | In casa | In casa | In trasferta | In trasferta | In trasferta | Campo neutro | Campo neutro | Campo neutro | Totale | Totale | Totale |
| Competizione           | Punti | G       | V       | P       | G            | V            | P            | G            | V            | P            | G      | V      | P      |
| ---------------------- | ----- | ------- | ------- | ------- | ------------ | ------------ | ------------ | ------------ | ------------ | ------------ | ------ | ------ | ------ |
| V.Premier League       | 6     | ?       | ?       | ?       | ?            | ?            | ?            | ?            | ?            | ?            | 28     | 3      | 25     |
| Coppa dell'Imperatrice | -     | -       | -       | -       | -            | -            | -            | 2            | 1            | 1            | 2      | 1      | 1      |
| Torneo Kurowashiki     | -     | -       | -       | -       | -            | -            | -            | 4            | 3            | 1            | 4      | 3      | 1      |
| Totale                 | -     | ?       | ?       | ?       | ?            | ?            | ?            | 6            | 4            | 2            | 34     | 7      | 27     |

G = partite giocate; V = partite vinte; P = partite perse

### Statistiche dei giocatori
| Y. Arai       | ?  | ?   | ?   | ?  | ?  | Statistiche assenti | Statistiche assenti | Statistiche assenti |
| Y. Araki      | ?  | ?   | ?   | ?  | ?  | Statistiche assenti | Statistiche assenti | Statistiche assenti |
| Y. Asazu      | 28 | 366 | 306 | 50 | 10 | Statistiche assenti | Statistiche assenti | Statistiche assenti |
| M. Ashino     | 8  | 0   | 0   | 0  | 0  | Statistiche assenti | Statistiche assenti | Statistiche assenti |
| R. Atago      | ?  | ?   | ?   | ?  | ?  | Statistiche assenti | Statistiche assenti | Statistiche assenti |
| A. Crnčević   | 25 | 327 | 270 | 43 | 14 | Statistiche assenti | Statistiche assenti | Statistiche assenti |
| A. Hattori    | 28 | 129 | 116 | 12 | 1  | Statistiche assenti | Statistiche assenti | Statistiche assenti |
| R. Hattori    | 23 | 16  | 7   | 9  | 0  | Statistiche assenti | Statistiche assenti | Statistiche assenti |
| Y. Hayashi    | 28 | 3   | 0   | 0  | 3  | Statistiche assenti | Statistiche assenti | Statistiche assenti |
| K. Konno      | 28 | 18  | 18  | 0  | 0  | Statistiche assenti | Statistiche assenti | Statistiche assenti |
| A. Kono       | 23 | 173 | 136 | 33 | 4  | Statistiche assenti | Statistiche assenti | Statistiche assenti |
| N. Kurami     | 6  | 29  | 19  | 9  | 1  | Statistiche assenti | Statistiche assenti | Statistiche assenti |
| S. Mitsuhashi | 27 | 225 | 193 | 28 | 4  | Statistiche assenti | Statistiche assenti | Statistiche assenti |
| Y. Mochimaru  | 28 | 12  | 12  | 0  | 0  | Statistiche assenti | Statistiche assenti | Statistiche assenti |
| F. Moriya     | 27 | 238 | 181 | 50 | 7  | Statistiche assenti | Statistiche assenti | Statistiche assenti |
| T. Satō       | 26 | 1   | 0   | 0  | 1  | Statistiche assenti | Statistiche assenti | Statistiche assenti |
| S. Tamura     | 1  | 0   | 0   | 0  | 0  | Statistiche assenti | Statistiche assenti | Statistiche assenti |
| K. Tominaga   | 28 | 147 | 88  | 39 | 20 | Statistiche assenti | Statistiche assenti | Statistiche assenti |
| C. Yokota     | 28 | 3   | 0   | 0  | 3  | Statistiche assenti | Statistiche assenti | Statistiche assenti |
| M. Yoshida    | 8  | 0   | 0   | 0  | 0  | Statistiche assenti | Statistiche assenti | Statistiche assenti |
| A. Watanabe   | 1  | 0   | 0   | 0  | 0  | Statistiche assenti | Statistiche assenti | Statistiche assenti |

P = presenze; PT = punti totali; AV = attacchi vincenti; MV = muri vincenti; BV = battute vincenti

NB: Nelle statistiche non sono compresi i dati relativi al Challenge match.